# ジョゼ・マリオ・ヴァス
ジョゼ・マリオ・ヴァス（英語: José Mário Vaz, 1957年12月10日 - ）は、ギニアビサウの政治家。同国大統領を2014年から2020年まで務めた。ジョマヴ（Jomav）というニックネームで知られる。

## 経歴
1957年、ギニアビサウ北部のカシェウ郊外のカレキセで、マリオ・ヴァスとアメリア・ゴメスとの間に生まれる。
1982年、リスボンのポルトガル銀行の経済研究事務所で経済学者としての手ほどきを受ける。
2004年、ビサウの市長に当選。2009年に財務大臣になるまでその任にあった。
2009年、マラム・バカイ・サニャ大統領により、財務大臣に任命されたが、2012年ギニアビサウクーデターが発生し、ヴァスを含む閣僚が追放される。一時ポルトガルに逃れたが、2013年の2月に帰国、3日間身柄を拘束された。
2014年の大統領選にギニア・カーボベルデ独立アフリカ党より出馬。選挙中、ヴァスは貧困層の減少と農業への投資拡大を公約に掲げていた。4月13日、国民議会選挙と共に行われた1回目の投票で、40.9%の得票を得て、軍が後押しするヌノ・ゴメス・ナビアン候補との決選投票に進出する。5月18日、2回目の投票が行われ、ヴァスは61.9%の得票を獲得していた。ナビアン候補が結果に異議を唱えたが、5月22日、自らの敗北を認めた。
2019年6月23日に大統領の任期は終了したが、政治危機のさなかだったため周辺国による調整作業が終わるまで任期を維持。大統領選挙1カ月前の10月28日にアリスティデス・ゴメス政権を解任したが、ゴメスはこれに異を唱え、西アフリカ諸国経済共同体(ECOWAS)も11月23日の大統領選挙までは政府を解任できないと警告した。翌29日にファウスティノ・インバリ元首相を新首相に任命したが、ゴメスなおも異を唱え論争状態となった。11月8日、インバリはECOWASからの圧力に抗しきれず首相を辞任した。2020年2月27日に大統領を退任。

## 人物
既婚で、子供が3人いる。